# با من بمان (ترانه سم اسمیت)
«با من بمان» (به انگلیسی: Stay with Me) تک‌آهنگی از سم اسمیت است.
این تک‌آهنگ در چارت‌های اسکاتلند، بریتانیا، نیوزلند در رتبه اول و در چارت‌های ، استرالیا، جزو ده ترانه اول قرار گرفت.